# Xã Bates, Quận Brown, South Dakota
Xã Bates (tiếng Anh: Bates Township) là một xã thuộc quận Brown, tiểu bang Nam Dakota, Hoa Kỳ. Năm 2010, dân số của xã này là 42 người.